# Listapad 2020
Le festival international du Film de Minsk Listapad 2020, 27e édition du festival (biélorusse : 27-ы міжнародны Мінскі кінафестываль "Лістапад"), qui devait se dérouler du 6 novembre au 13 novembre 2020, est annulé en raison de la pandémie de maladie à coronavirus de 2019-2020.

## Déroulement et faits marquants
Le 5 novembre 2020 (la veille de l'ouverture), les organisateurs annoncent l'annulation du festival  en raison de la pandémie de maladie à coronavirus de 2019-2020.

## Sélection

### Compétition internationale
- Au crépuscule (Sutemose) de Šarūnas Bartas  Lituanie
- Courir au gré du vent (Ye ma fen zong) de Shujun Wei  Chine
- Conférence (Конференция) de Ivan Ivanovitch Tverdovski  Russie
- Malmkrog de Cristi Puiu  Roumanie
- Au commencement de Dea Kulumbegashvili  Géorgie  Russie
- Rival de Marcus Lenz  Allemagne
- Eden de Ágnes Kocsis  Hongrie
- Le Père (Otac) de Srdan Golubović  Serbie
- Uppercase Print de Radu Jude  Roumanie

### Compétition Youth on the March
- All About ING de Huang Zi  Chine
- The Trouble with Being Born de Sandra Wollner  Autriche  Allemagne
- Seize Printemps de Suzanne Lindon  France
- One in a Thousand (Las Mil y Una) de Clarisa Navas  Argentine
- Just Like That de Kislay  Inde
- Kuessipan de Myriam Verreault  Canada
- Sème le vent (Semina il vento) de Danilo Caputo  Italie
- Fortitude de Jorge Thielen Armand  Venezuela
- The Skin de Bahman et Bahram Ark  Iran
- The Disciple de Chaitanya Tamhane  Inde
- Oasis de Ivan Ikić  Serbie

### Film d'ouverture
- Les Leçons persanes de Vadim Perelman  Russie  Allemagne  Biélorussie

### Film de clôture
- Icarus. The Legend of Mietek Kosz de Maciej Pieprzyca  Pologne